# Nadège Vanhee-Cybulski
Nadège Vanhee-Cybulski est une styliste française.

## Biographie
Nadège Vanhee-Cybulski est diplômée de l'Académie royale des beaux-arts d'Anvers (2003) et de l’Institut français de la mode (2004),.
Elle travaille pour la marque belge Delvaux puis de 2005 à 2008 pour la Maison Martin Margiela.
Elle collabore ensuite avec Phoebe Philo pour Céline jusqu’en 2011 et sera directrice de studio pour la marque new yorkaise The Row jusqu’en mars 2014.
En juillet 2014, elle est nommée directrice artistique des collections femme d’Hermès à la suite de Christophe Lemaire.